# Franklin (North Carolina)
Franklin is een plaats (town) in de Amerikaanse staat North Carolina, en valt bestuurlijk gezien onder Macon County.

## Demografie
Bij de volkstelling in 2000 werd het aantal inwoners vastgesteld op 3490.
In 2006 is het aantal inwoners door het United States Census Bureau geschat op 3618, een stijging van 128 (3.7%).

## Geografie
Volgens het United States Census Bureau beslaat de plaats een oppervlakte van
10,0 km², waarvan 9,9 km² land en 0,1 km² water. Franklin ligt op ongeveer 601 m boven zeeniveau.

## Plaatsen in de nabije omgeving
De onderstaande figuur toont nabijgelegen plaatsen in een straal van 24 km rond Franklin.